# Täler von Schwarza, Mettma, Schlücht, Steina
Das FFH-Gebiet Täler von Schwarza, Mettma, Schlücht, Steina ist ein im Jahr 2005 durch das Regierungspräsidium Freiburg nach der Richtlinie 92/43/EWG (Fauna-Flora-Habitat-Richtlinie) angemeldetes Schutzgebiet (Schutzgebietskennung DE-8315-341) im deutschen Bundesland Baden-Württemberg. Mit Verordnung des Regierungspräsidiums Freiburg zur Festlegung der Gebiete von gemeinschaftlicher Bedeutung vom 25. Oktober 2018 wurde das Gebiet festgelegt.

## Lage
Das 3826,8 Hektar große Schutzgebiet gehört zu den Naturräumen 120-Alb-Wutach-Gebiet und 155-Hochschwarzwald  innerhalb der naturräumlichen Haupteinheiten  12 Gäuplatten im Neckar- und Tauberland und 15-Schwarzwald.
Es besteht aus mehreren Teilgebieten und liegt auf der Markung von neun Städten und Gemeinden:
- Schluchsee: 191.3408 ha = 5 %
- Bonndorf im Schwarzwald: 76.5363 ha = 2 %
- Grafenhausen: 76.5363 ha = 2 %
- Häusern: 153.0726 ha = 4 %
- Höchenschwand: 306.1542 ha = 8 %
- Stühlingen: 114.8044 ha = 3 %
- Weilheim: 382.6816 ha = 10 %
- Waldshut-Tiengen: 1109.7766 ha = 29 %
- Ühlingen-Birkendorf: = 1377.6538 ha = 36 %

## Beschreibung und Schutzzweck
Es handelt sich um vier teilweise sehr naturnahe, tiefeingeschnittene Schluchten als Lebensraumverbund für Fluß- und -Bachbiocoenosen die geprägt werden von Schluchtwäldern, Felsen, Blockhalden, Tannen-Buchen-Wäldern, Hoch- und Übergangsmooren, sauren Niedermooren und Wiesen.

### Lebensraumklassen
(allgemeine Merkmale des Gebiets) (prozentualer Anteil der Gesamtfläche)
Angaben gemäß Standard-Datenbogen aus dem Amtsblatt der Europäischen Union
|                                             |                                             |  |      |      |
| N07 – Binnengewässer (stehend und fließend) | N07 – Binnengewässer (stehend und fließend) |  | 0 %  | 0 %  |
| N09 – Trockenrasen, Steppen                 | N09 – Trockenrasen, Steppen                 |  | 1 %  | 1 %  |
| N10 – Feuchtes und mesophiles Grünland      | N10 – Feuchtes und mesophiles Grünland      |  | 8 %  | 8 %  |
| N16 – Laubwald                              | N16 – Laubwald                              |  | 38 % | 38 % |
| N17 – Nadelwald                             | N17 – Nadelwald                             |  | 15 % | 15 % |
| N19 – Mischwald                             | N19 – Mischwald                             |  | 34 % | 34 % |
| N23 – Sonstiges                             | N23 – Sonstiges                             |  | 0 %  | 0 %  |
|                                             |                                             |  |      |      |

### Lebensraumtypen
Gemäß Anlage 1 der Verordnung des Regierungspräsidiums Freiburg zur Festlegung der Gebiete von gemeinschaftlicher Bedeutung (FFH-Verordnung) vom 25. Oktober 2018 kommen folgende Lebensraumtypen nach Anhang I der FFH-Richtlinie im Gebiet vor:
| EU Code | Lebensraumtyp (offizielle Bezeichnung)                                                                          | Kurzbezeichnung                              | Hektar |
| ------- | --- | -------------------------------------------- | ------ |
| 3150    | Natürliche eutrophe Seen mit einerVegetation des Magnopotamions oder Hydrocharitions                            | Natürliche nährstoffreiche Seen              | 3,00   |
| 3260    | Flüsse der planaren bis montanen Stufe mit Vegetation des Ranunculion fluitantis und des Callitricho-Batrachion | Fließgewässer mit flutender Wasservegetation | 50,00  |
| 5130    | Formationen von Juniperus communis auf Kalkheiden und -rasen                                                    | Wacholderheiden                              | 3,60   |
| 6210    | Naturnahe Kalk-Trockenrasen und deren Verbuschungsstadien (Festuco Brometalia)                                  | Kalk-Magerrasen                              | 22,30  |
| 6230    | Artenreiche montane Borstgrasrasen (und submontan auf dem europäischen Festland) auf Silikatböden               | Artenreiche Borstgrasrasen                   | 4,00   |
| 6410    | Pfeifengraswiesen auf kalkreichem Boden, torfigen und tonig-schluffigen Böden(Molinion caeruleae)               | Pfeifengraswiesen                            | 2,30   |
| 6430    | Feuchte Hochstaudenfluren der planarenund montanen bis alpinen Stufe                                            | Feuchte Hochstaudenfluren                    | 60,76  |
| 6510    | Magere Flachland-Mähwiesen (Alopecurus pratensis, Sanguisorba officinalis)                                      | Magere Flachland-Mähwiesen                   | 98,00  |
| 6520    | Berg-Mähwiesen                                                                                                  | Berg-Mähwiesen                               | 70,00  |
| 7110    | Lebende Hochmoore                                                                                               | Naturnahe Hochmoore                          | 1,00   |
| 7220    | Kalktuffquellen (Cratoneurion)                                                                                  | Kalktuffquellen                              | 1,00   |
| 7230    | Kalkreiche Niedermoore                                                                                          | Kalkreiche Niedermoore                       | 0,50   |
| 8150    | Kieselhaltige Schutthalden der Berglagen Mitteleuropas                                                          | Silikatschutthalden                          | 25,00  |
| 8210    | Kalkfelsen mit Felsspaltenvegetation                                                                            | Kalkfelsen mit Felsspaltenvegetation         | 0,80   |
| 8220    | Silikatfelsen mit Felsspaltenvegetation                                                                         | Silikatfelsen mit Felsspaltenvegetation      | 10,00  |
| 8230    | Silikatfelsen mit Pioniervegetation desSedo-Scleranthion oder des Sedo albi-Veronicion dillenii                 | Pionierrasen auf Silikatfelskuppen           | 1,00   |
| 9110    | Hainsimsen-Buchenwald (Luzulo-Fagetum)                                                                          | Hainsimsen-Buchenwald                        | 78,60  |
| 9130    | Waldmeister-Buchenwald (Asperulo-Fagetum)                                                                       | Waldmeister-Buchenwald                       | 379,30 |
| 9150    | Mitteleuropäischer Orchideen-Kalk-Buchenwald (Cephalanthero-Fagion)                                             | Orchideen-Buchenwälder                       | 6,40   |
| 9170    | Labkraut-Eichen-Hainbuchenwald Galio-Carpinetum                                                                 | Labkraut-Eichen-Hainbuchenwald               | 2,10   |
| 9180    | Schlucht- und Hangmischwälder Tilio-Acerion                                                                     | Schlucht- und Hangmischwälder                | 179,20 |
| 9410    | Montane bis alpine bodensaureFichtenwälder (Vaccinio-Piceetea)                                                  | Bodensaure Nadelwälder                       | 41,90  |
| 91D0    | Moorwälder | Moorwälder                                   | 7,30   |
| 91E0    | Auen-Wälder mit Alnus glutinosa und Fraxinus excelsior (Alno-Padion, Alnion incanae, Salicion albae)            | Auenwälder mit Erle, Esche, Weide            | 48,80  |

### Zusammenhängende Schutzgebiete
Das FFH-Gebiet besteht aus mehreren Teilgebieten, es überschneidet sich teilweise mit drei Landschaftsschutzgebieten und liegt vollständig im Naturpark Südschwarzwald.
Die Naturschutzgebiete
- Nr. 3032 – Schlüchtsee
- Nr. 3160 – Schwarza-Schlücht-Tal
- Nr. 3241 – Katzenbuck-Halde

liegen innerhalb des FFH-Gebiets.